# Witold Podeszwa
Witold Jan Podeszwa (ur. 1 kwietnia 1921 w Poznaniu, zm. 27 lutego 1997 tamże) – polski piłkarz, skoczek narciarski, kombinator norweski i trener skoków narciarskich, z zawodu inżynier budownictwa, architekt. Piłkarski wicemistrz Polski z Wartą Poznań w 1946 i uczestnik zimowych akademickich mistrzostw świata w Szpindlerowym Młynie w 1949. Związany z klubem AZS Poznań.

## Życiorys
Pochodził z Poznania. W czasie drugiej wojny światowej przez Słowację trafił do oddziału Armii Krajowej w okolicach Zakopanego, gdzie zainteresował się skokami narciarskimi. Po wojnie łączył trenowanie skoków narciarskich z piłką nożną. Był wychowankiem Warty Poznań, do której wstąpił w 1936. W czasie okupacji okazjonalnie występował w Groblach Kraków.
W 1946 wrócił do Warty i jako jej zawodnik zdobył tytuł wicemistrza Polski (wystąpił we wszystkich spotkaniach finałów). Grał na prawym skrzydle. Równolegle trenował skoki narciarskie w Tatrach. W 1949 reprezentował Polskę na akademickich mistrzostwach świata w Szpindlerowym Młynie, gdzie zajął 12. miejsce. W 1946 w Karpaczu zdobył brązowy medal akademickich mistrzostw Polski, dwukrotnie (1954 i 1955) zajmował 2. lokatę w mistrzostwach Warszawy. Wystartował w Mistrzostwach Polski w Skokach Narciarskich 1954, plasując się na 62. pozycji w gronie 68 startujących zawodników. Przez kolegów z zespołu był określany „najlepszym narciarzem nizin”, jak również "najlepszym piłkarzem wśród narciarzy i odwrotnie".
Zaangażował się w budowę skoków narciarskich w Wielkopolsce, brał udział w pracach nad przeprofilowaniem skoczni Grzybek w Czarnkowie, był pierwszym trenerem skoków tamtejszego klubu MKS Noteć Czarnków. Jako trener w dalszym ciągu skakał, znajdował też czas na inne zajęcia takie jak wędkarstwo czy brydż. Pełnił też przez pewien czas funkcję kierownika sekcji piłki ręcznej AZS Poznań.
Podeszwa jest błędnie określany jako uczestnik Mistrzostw Świata w Falun w 1954 (choć Polacy nie brali udziału w tych mistrzostwach) oraz piłkarski mistrz Polski za rok 1947, choć brał udział tylko w eliminacjach i nie zagrał w rozgrywkach finałowych.

## Statystyki piłkarskie
| Klub               | Sezon              | Liga               | Liga  | Liga   | Inne  | Inne   | Suma  | Suma   |
| Klub               | Sezon              | Liga               | Mecze | Bramki | Mecze | Bramki | Mecze | Bramki |
| ------------------ | ------------------ | ------------------ | ----- | ------ | ----- | ------ | ----- | ------ |
| Warta Poznań       | 1946               | MP                 | 6     | 5      | —     | —      | 6     | 5      |
| Warta Poznań       | 1947               | MP                 | —     | —      | 4     | 1      | 4     | 1      |
| Warta Poznań       | 1948               | Liga               | 1     | 0      | —     | —      | 1     | 0      |
| Ogólnie w karierze | Ogólnie w karierze | Ogólnie w karierze | 7     | 5      | 4     | 1      | 11    | 6      |